# Gamberale
Gamberale är en ort och kommun i provinsen Chieti i regionen Abruzzo i Italien. Kommunen hade 293 invånare (2018).